# سسکک دراکنسبرگ
سسکک دراکنسبرگ (نام علمی: Prinia hypoxantha) نام یک گونه از سرده سسکک است.